# Fosamil ceftaroliny
Fosamil ceftaroliny (łac. ceftarolinum fosamilum) – wielofunkcyjny organiczny związek chemiczny, prolek, bakteriobójczy antybiotyk beta-laktamowy z grupy cefalosporyn V generacji.

## Mechanizm działania
Fosamil ceftaroliny ulega enzymatycznemu przekształceniu w osoczu przez fosfatazy do czynnego metabolitu ceftaroliny. Ceftarolina jest antybiotykiem bakteriobójczym, hamującym syntezę ściany komórkowej bakterii poprzez unieczynnianie zmienionych białek wiążących penicylinę. Ceftarolina wykazuje skuteczność wobec gronkowca złocistego opornego na metycylinę (MRSA) oraz niewrażliwych na penicylinę szczepów dwoinki zapalenia płuc (PNSP).

## Zastosowanie
- powikłane zakażenia skóry i tkanek miękkich[2]
- pozaszpitalne zapalenie płuc[2]

Fosamil ceftaroliny znajduje się na wzorcowej liście podstawowych leków Światowej Organizacji Zdrowia (WHO Model Lists of Essential Medicines) (2017).
Fosamil ceftaroliny jest dopuszczony do obrotu w Polsce (2018).

## Działania niepożądane
Fosamil ceftaroliny może powodować następujące działania niepożądane u ponad 10% pacjentów: wysypka, pokrzywka, ból głowy, zawroty głowy, zapalenie naczyń, biegunka, nudności, wymioty, ból brzucha, zwiększona aktywność aminotransferazy asparaginianowej oraz aminotransferazy alaninowej oraz gorączka. U ponad 10% pacjentów pojawił się dodatni odczyn antyglobulinowy Coombsa, którego częstość wzrasta przy większej dawce do ponad 30%, co może wskazywać na podwyższone ryzyko niedokrwistości hemolitycznej.